# اکبر طبری
اکبر اتباعی طبری معروف به اکبر طبری (زادهٔ روستای متی‌کلا از توابع بابل) مدیر کل سابق امور مالی در دوران ریاست سید محمود هاشمی شاهرودی و معاون اجرایی سابق قوه قضائیه جمهوری اسلامی ایران در دوران ریاست صادق لاریجانی بر قوه قضائیه و عضو سابق هیئت رئیسه فدراسیون‌های کونگ‌فو و هنرهای رزمی بوده است. طبری هفت روز پس از آغاز به کار سید ابراهیم رئیسی، رئیس وقت قوه قضائیه، نخستین مقامی بود که برکنار شد. در مهر ۱۴۰۱ اکبر طبری با سیصد میلیارد تومان وثیقه، از زندان آزاد شد. وکیل سابق طبری بیان می‌کند علت آزاد شدن طبری، تلاش‌های صادق لاریجانی و رسول دانیال‌زاده بوده است.

## روند دستگیری
اکبر طبری در ۲۳ تیر ۱۳۹۸ توسط سازمان اطلاعات سپاه در آمل بازداشت شد. در کیفرخواست طبری از او به عنوان متهم ردیف اول نام برده شده است. در تیر ۱۳۹۸ بحث‌هایی در مورد فساد در قوه قضائیه مطرح شد. صادق لاریجانی طی ۲۰ سالی که اکبر طبری در قوه قضائیه مدیر کل امور مالی و معاون اجرایی قوه قضائیه جمهوری اسلامی بوده و متهم به چندین قلم رشوه‌خواری شده است، از او حمایت کرده بود. به طوری که در همان تاریخ، دفتر صادق لاریجانی اعلام کرد که «برخی از اتهامات مطرح درمورد معاون اجرایی حوزه ریاست قبلاً در دادسرا بررسی شده و کذب بودن آن محرز شده بود» و شخص لاریجانی که ریاست قوه‌قضائیه را به‌عهده داشته، مستقلاً اتهامات اکبر طبری را بررسی کرده و «خلاف بودن آنها برای وی محرز شده».

## دادگاه

### اولین دادگاه
در ۱۸ خرداد ۱۳۹۹ اولین جلسه دادگاه اکبر طبری و چند نفر دیگر از متهمان به همکاری با او از جمله بیژن قاسم‌زاده (بازپرس سابق دادسرای رسانه که دستور فیلتر تلگرام در ایران را صادر کرده بود) برگزار شد، که در طی آن نماینده دادستان متهمان را به «تشکیل شبکه چند نفری در ارتشا» متهم کرد.
علیرضا زاکانی در مناظره‌ای با مصطفی تاجزاده فاش کرده بود که «اکبر طبری» همان فردی است که او را قبل‌تر «بیچاره کننده دو رئیس قوه قضائیه» دانسته بود و تأکید کرده بود که «عزل او کافی نیست و باید محاکمه شود».
نماینده دادستان اتهامات به طبری را بر اساس کیفر خواست بدین صورت گفت:
1. مشارکت در تشکیل شبکه چند نفری در ارتشا، با وصف سردستگی
2. اخذ رشوه از حسن نجفی به مبلغ بیش از ۸۰ میلیارد ریال وجه نقد
3. اخذ زمین به مساحت ۳۰۰ متر مربع در خیابان کریم خان
4. اخذ زمینی مشجر به مساحت هزار و ۶۵۷ متر مربع واقع در قریه نجار کلا لواسان
5. اخذ آپارتمان اداری به مساحت ۱۰۸ متر مربع در مجتمع سانا قیطریه تهران
6. تسهیل وجه نقد به مبلغ ۱۰۰ هزار یورو
7. پولشویی از طریق تبدیل وجه نقد به سهام شرکت سیمان به مبلغ ۴۲ میلیارد ریال
8. دریافت رشوه از رسول دانیال زاده به مبلغ ۱۸۳ میلیارد و ۲۳۳ میلیون و ۳۰۰ هزار ریال
9. دریافت رشوه از مصطفی نیاز آذری

### توضیح دادگاه در مورد مصطفی نیاز آذری
«مصطفی نیاز آذری فرزند کیومرث نیاز آذری است که به‌طور غیرقانونی از کشور متواری شد. او از عناصر اصلی ارتشاء در شبکه اکبر طبری است که با تشکیل ۱۰ شرکت صوری در داخل و خارج از کشور با نفوذ در بستر قضایی و بانکی کشور و با فاکتور سازی و ثبت سفارش‌های صوری اقدام به خروج ارز از کشور نموده و به اموال نامشروع زیادی نیز دست پیدا کرده است. در تاریخ ۲۷ دی سال ۹۰، مصطفی نیاز آذری به اتهام اخلال در نظام اقتصادی کشور بازداشت شد؛ اما علی‌رغم اقرارهای صریح متهم با دخالت و اعمال نفوذ اکبر طبری حکم برائت وی در برخی از عناوین اتهامی صادر و در برخی عناوین اتهامی دیگر نیز مسکوت ماند. همچنین بسیاری از مسئولان بانکی که در این پرونده و اقدامات مجرمانه نقش داشتند با اعمال نفوذ اکبر طبری تبرئه شدند و در حال حاضر، این پرونده در دست رسیدگی قرار دارد»

#### دیگر اتهامات
1. دریافت رشوه به میزان ۵ قطعه زمین و یک ویلا در بابلسر
2. معاوضه سه دستگاه آپارتمان مسکونی متعلق به رسول دانیال زاده که هر سه واقع در کامرانیه شمالی در ساختمان روما است
3. دریافت رشوه از جلیل سبحانی بابت هزینه نصب کمد در واحدی در مجتمع سانا به مبلغ ۱۵۰ میلیون ریال در قریه نجارکلا لواسان
4. پولشویی از طریق انتقال دو واحد آپارتمان در روما به فرهاد مشایخ
5. پولشویی از طریق انتقال ویلای مصطفی نیاز آذری به خانم حکیمه شیرمحمدی
6. جعل و استفاده از اسناد مجعول در پرونده مصطفی نیازآذری
7. اعمال نفوذ با سوء استفاده از مستخدمان دولتی در پرونده رسول دانیال زاده
8. دریافت ۳ واحد خانه در برج فلورا از رسول دانیال زاده
9. اعمال نفوذ با سوء استفاده از روابط خصوصی از مستخدمان دولتی در پرونده داوودی سرخوش شهری و سایرین
10. اعمال نفوذ در پرونده موضوع اتهامی وریا مولانایی
11. تأثیر دادن نفوذ در اقدامات اداری در پرونده علی دیواندری
12. گرفتن وعده و تعهد در پرونده سید هادی رضوی
13. خرید زمین از حمید محمدی

از دیگر اتهامات وی است.

### دومین دادگاه
در دادگاه دوم که ۲۱ خرداد ۱۳۹۹ برگزار شد، اکبر طبری با رد همه اتهام‌ها علیه خود گفت ۲۰ سال «صادقانه» به قوه قضائیه جمهوری اسلامی «خدمت» کرده است. همچنین او مدعی شد که با وجود «تلاش یک‌ساله»، «کوچک‌ترین بهانه و دست‌آویزی» برای اتهام‌زنی مرتبط با شغل و سمت وی به دست نیامده است.
او اتهامات مطرح شده در پرونده اتهامی خود را نیز «پرونده‌سازی و افترا» نامیده و مدعی شد که «اکثر آن‌ها رسیدگی و مختومه شده» و «مربوط به ده سال یا ۱۵ سال گذشته است.» وی موارد اتهامی دیگر متهمان این پرونده را نیز «بی‌ارتباط» با خود دانسته و افزود: «طبق مقررات قانونی مانند سایر شهروندان حق شرعی نسبت به مال خود دارم.»
او در دفاعیاتش فرهاد مشایخ و حسن نجفی که در جریان ساخت ویلایی در لواسان با او مشارکت داشتند و دستخط وی در اسناد مربوط به این پرونده وجود داشت، را «برادران» خود معرفی کرد و گفت: «اگر من ۸۰۰ میلیارد هم بخواهم این برادرانم می‌دهند و اگر کل لواسان و کارخانه‌اش را بخواهم به نام من می‌کنند. این رفاقت است.» طبری خطاب به دادگاه گفت: «اگر شما از این دوستان ندارید به من ارتباطی ندارد. اگر آنها نیز از من بخواهند من نیز برای آنها انجام می‌دهم.» نماینده دادستان در واکنش طبری را «محبوب دل‌های متهمان اقتصادی» خطاب کرد.

### سومین دادگاه
در دادگاه سوم که روز یک‌شنبه ۲۵ خرداد ۱۳۹۹ در محل شعبه ۵ دادگاه کیفری یک استان تهران برگزار شد، اکبر طبری متهم به پول‌شویی ۴ میلیارد و دویست میلیون تومان از طریق خرید سهام شد و او در پاسخ به سوالات قاضی گفت مبالغی که بین او و فرهاد مشایخ، یکی دیگر از متهمان پرونده رد و بدل شده، «مربوط به کارهای ساخت‌وساز است» و پول‌شویی نیست. او دریافت رشوه از برخی دیگر از متهمان پرونده را رد کرد.
در این جلسه نماینده دادستان گفت مجموع دریافتی‌های اکبر طبری در طول سال‌های ۸۳ تا ۸۶، معادل ۸ میلیارد و ۴۰۰ میلیون تومان بوده و با احتساب ۱۵ مورد دیگر که اکبر طبری از دیگر متهمان پرونده به عنوان رشوه گرفته است، مجموع دریافتی‌های او به قیمت روز به ۲۰۰ میلیارد تومان می‌رسد.
در این جلسه فرهاد مشایخ گفت در سه چهار روز گذشته، غلامرضا منصوری با او تماس گرفته و از او خواسته که در جلسه دادگاه بگوید که ۵۰۰ هزار یورو را «قرض» داده ولی او قبول نکرده و به منصوری گفته است: «چرا باید این حرف را بزنم». به گفته فرهاد مشایخ، این پول با درخواست حسن نجفی، یکی از دیگر از متهمان پرونده که او نیز از کشور خارج شده، به منصوری پرداخت شده است.
فرهاد مشایخ در این باره در دادگاه گفت: «نجفی اظهار کرد که منصوری مزاحم وی شده و از من پول و ملک می‌خواهد که در ۵ نوبت ۵ بسته که جمعاً ۵۰۰ هزار یورو بود به او دادیم، اما باز هم قانع نشد».

## محکومیت
در ۲۲ شهریور ۱۳۹۹، طبری، به اتهام «سردستگی» شبکه رشوه‌گیری و «اخذ رشوه‌های متعدد» به ۳۱ سال حبس تعزیری محکوم شد. او به اتهام پولشویی به ۱۲ و نیم سال حبس تعزیری محکوم شد. او همچنین به «انفصال دائم از خدمات دولتی»، «ضبط اموال ناشی از گرفتن رشوه» و پرداخت جزای نقدی ۱۲۰ میلیارد تومانی محکوم شد. اکبر طبری در مهر ۱۴۰۱ با وثیقه ۳۰۰ میلیارد تومانی، از زندان آزاد شد. محمدعلی داداشی، وکیل سابق طبری دربارهٔ پرونده طبری گفت: «به آدمی که می‌توانست حکم اعدام بگیرد اما ابتدا ۳۱ سال حبس گرفت و الان هم آزاد شده، گفتند باید قدردان وکیلت باشی اما طبری گفت پرونده من کاری نبود که وکیل بتواند حل کند؛ توصیه‌های مقامات، مانند آیت‌الله صادق لاریجانی و پول‌هایی که رسول دانیال‌زاده خرج کرده است، مشکل من را برطرف کرد.»